# شبه جزيرة برونزويك
شبه الجزيرة برونزويك (الإسبانية: La península de Brunswick) هي شبه جزيرة كبيرة تقع في منطقة إقليم ماجلان، باتاغونيا (تشيلي).

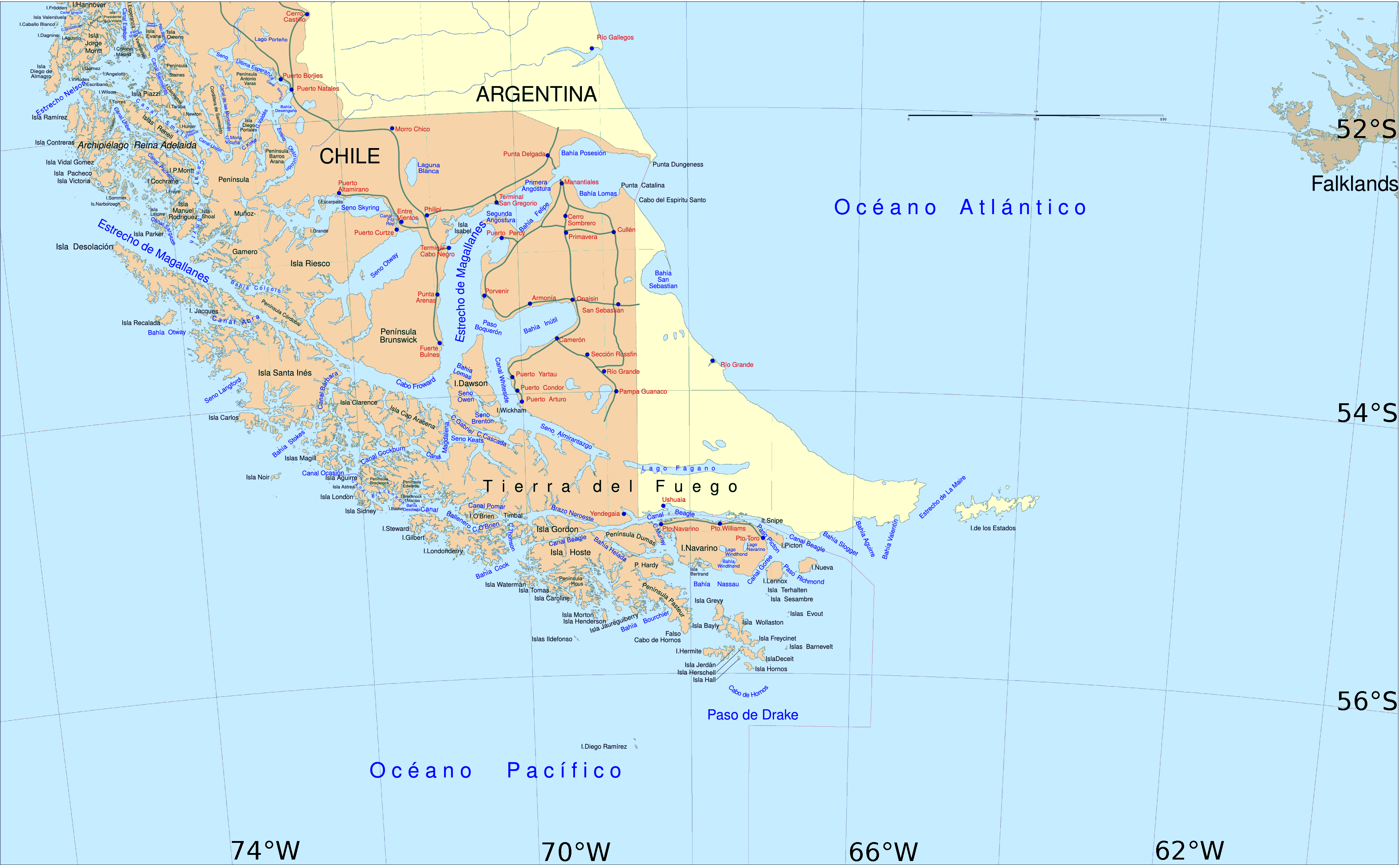
شبه جزيرة برونزويك، الجزء الجنوبي من البر الرئيسي الأمريكي

استكشفت خلال الرحلة الأولى لسفينة البيغل، ويطلق عليها الكابتن فيليب باركر كينج أرض «ويليام الرابع ملك المملكة المتحدة».
عرضها 16 كم في الشمال عند قاعدتها وحوالي 80 كيلومترًا إلى الجنوب، بطول 115 كم بين قاعدته راس فرووارد، وأقصى نقطة في جنوب القارة الأمريكية. وبالتالي فهي تغطي مساحة أكبر من 6300  كيلومتر مربع.
شبه الجزيرة ثلاثية الشكل، يحدها مياه سينو أوتواي من الشمال والغرب ومضيق ماجلان وإلى الجنوب الغربي والجنوب والشرق.
المدينة الوحيدة في شبه الجزيرة هي بونتا أريناس، العاصمة الإقليمية. في حين أن مدينة بونتا أريناس تقع على الساحل الغربي لشبه الجزيرة.